# Secrétariat d'État aux Affaires pénitentiaires
Le secrétariat d'État aux Affaires pénitentiaires d'Espagne (en espagnol : Secretaría de Estado de Asuntos Penitenciarios) est le secrétariat d'État chargé de la politique carcérale et des établissements de privation de liberté entre 1993 et 1996.
Il relève du ministère de la Justice.

## Missions

### Fonctions
Le secrétariat d'État propose au ministre de la Justice et de l'Intérieur des normes dans les matières pénitentiaires ; la planification et la réglementaire des institutions pénitentiaires, de leurs activités et régime ; la direction, impulsion et supervision de l'Inspection pénitentiaire ; la direction, impulsion et coordination de la recherche et la documentation en matière pénitentiaire ; l'exercice des compétences relatives aux marchés publics, au personnel et à la gestion économique et financière en lien avec les institutions pénitentiaires.

### Organisation
Le secrétariat d'État s'organise de la manière suivante : 
- Secrétariat d'État aux Affaires pénitentiaires (Secretaría de Estado de Asuntos Penitenciarios) ; 
  - Direction générale des Institutions pénitentiaires (Dirección General de Instituciones Penitenciarias) ; 
    - Sous-direction générale de la Gestion pénitentiaire ;
    - Sous-direction générale de la Santé pénitentiaire ;
    - Sous-direction générale de l'Assistance sociale pénitentiaire ;

  - Direction générale de l'Administration pénitentiaire (Dirección General de Administración Penitenciaria) ; 
    - Sous-direction générale du Personnel ;
    - Sous-direction générale des Services ;
    - Sous-direction générale de la Planification.

## Titulaires
| Titulaire | Titulaire                | Début      | Fin        | Parti | Ministre             |
| --------- | ------------------------ | ---------- | ---------- | ----- | -------------------- |
|           | Antoni Asunción          | 27/07/1993 | 27/11/1993 | PSOE  | Juan Alberto Belloch |
|           | Paz Fernández Felgueroso | 18/12/1993 | 10/05/1996 | PSOE  | Juan Alberto Belloch |